# Yunnan (herbata)

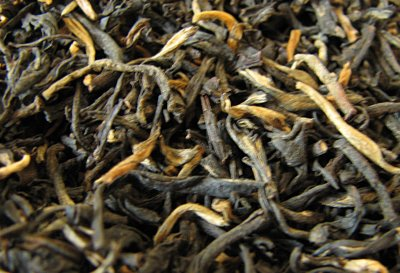
Herbata Yunnan

Yunnan – handlowa nazwa czarnej i zielonej herbaty, produkowanej z liści krzewów herbacianych uprawianych w chińskiej prowincji Junnan. Zarówno jedna jak i druga herbata zawiera jaśniejsze liście (tzw. tipsy) odpowiednio złociste lub srebrne. Herbaty Yunnan w obu wersjach „kolorystycznych” mają smak mocny, zdecydowany, charakterystyczny dla większości herbat chińskich. Zielona herbata ze złocistymi pączkami daje napar o ostrawym smaku i mocnym aromacie. Herbatę Yunnan Zieloną jak większość herbat z tego gatunku należy zalać wodą o temp. 80 stopni i parzyć ok. 2 min